# Neomochtherus schineri
Neomochtherus schineri là một loài ruồi trong họ Asilidae. Neomochtherus schineri được Egger miêu tả năm 1855.